# (764) Gedania
(764) Gedania – planetoida z pasa głównego asteroid okrążająca Słońce w ciągu 5 lat i 251 dni w średniej odległości 3,19 au. Została odkryta 26 września 1913 roku w Landessternwarte Heidelberg-Königstuhl w Heidelbergu przez Franza Kaisera. Nazwa pochodzi od łacińskiej nazwy miasta Gdańsk, gdzie odkrywca był pierwszym asystentem. Przed nadaniem nazwy planetoida nosiła oznaczenie tymczasowe (764) 1913 SU.